# Da Bobbe

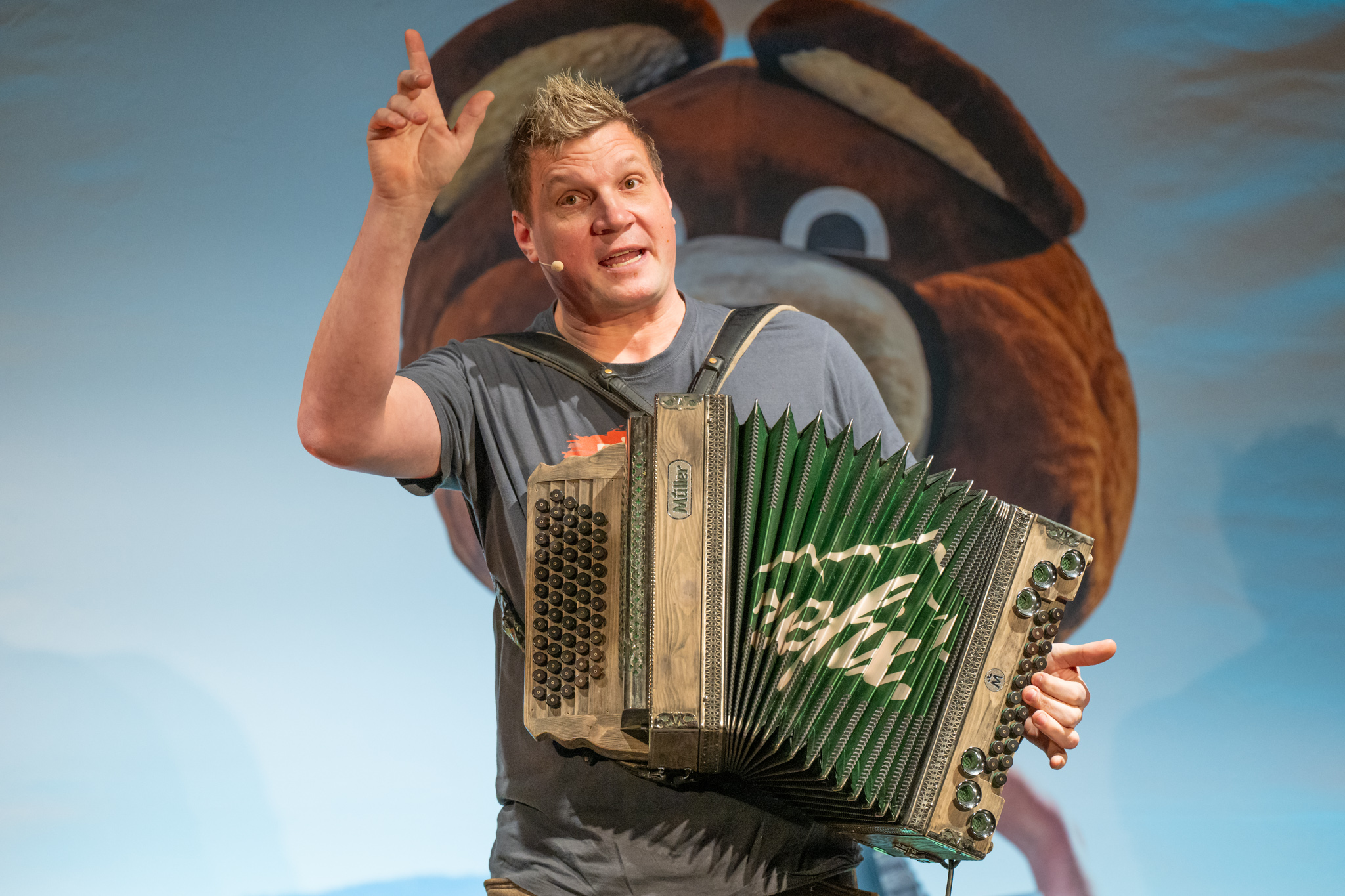
Da Bobbe (2024)

Robert Ehlis („Da Bobbe“), geboren am 16. Februar 1979 in Regensburg, ist ein Oberpfälzer Kabarettist. 2014 begann er, sein erstes Kabarett-Programm zu schreiben. Seitdem bespielt er die Bühnen Bayerns.

## Leben
Er wuchs in Alteglofsheim im Landkreis Regensburg auf. Nach seinem Schulabschluss arbeitete er als Zerspanungsmechaniker, absolvierte die Meisterschule und ist seit 2017 hauptberuflich Kabarettist.

## Werdegang
Schon während seiner Schulzeit erlernte „da Bobbe“ das Akkordeonspielen sowie die Steirische Harmonika. Seit 2001 hielt er auf verschiedenen Vereinsfesten, Weihnachtsfeiern und Starkbierfesten Reden, 2008 begann er als Gstanzlsänger auf Vereinsfesten. Aufgrund der immer größeren Nachfrage entschied er sich 2014, sein erstes Kabarettprogramm „Facklfotz´n“ zu schreiben, für das im Herbst 2014 der Vorverkauf begann.
Im März 2015 feierte er mit seinem ersten Kabarettprogramm „Facklfotz’n“ Premiere, welches bis Februar 2017 gespielt wurde. Von März 2017 bis August 2019 spielte er sein zweites Programm „ZEFIX“ auf den Bühnen Bayerns. Seit September 2019 ist er nun mit seinem dritten Kabarettprogramm „Bayronman“ auf Tour durch Bayern und Österreich.
Durch sein Ehrenamt als Zweiter Feuerwehrkommandant in seinem Heimatort Alteglofsheim, sowie diversen Auftritten auf Feuerwehrfesten, entschied er sich, die Bühnenfigur „Muk Brandlhuber“ zu erschaffen.
Hierbei handelt es sich um einen Feuerwehrmann im Look der 1960er/70er Jahre, welcher bis heute ein Teil des Programms ist. Diese Bühnenfigur verhalf innerhalb kürzester Zeit zu höheren Vorverkaufszahlen.
Im Laufe der Zeit gewann „da Bobbe“ folgende Kabarettpreise:
- 1. Oberpfälzer Kabarettpreis: Publikumspreis 2015[5]
- 1. Platz beim Ostbayerischen Kabarettpreis 2015[6] in der Liederbühne Robinson in Runding
- 3. Platz beim Thurn & Taxis Kabarettpreis 2016[7]

## Werke

### Kabarettprogramme
- 2015 Facklfotz’n[8]
- 2017 Zefix[9]
- seit 2019 Bayronman[10]

### CDs
- Facklfotz’n
- Zefix
- Bayronman

### DVDs
- Facklfotz’n
- Zefix
- Bayronman